# Bartomeu Pons Puig
Bartomeu Pons Puig (Llucmajor, Mallorca, 1897 - Llucmajor, 1978) fou un glosador mallorquí.
Bartomeu Pons destacà per la seva gran capacitat d'improvisació. La seva formació fou autodidacta i destaquen dos reculls de cançons: An es Torero Miseró, on descriu irònicament una accidentada correguda de braus a Llucmajor, formada per 54 cançons; i El Gran Glosat, del 1949, on tracta les festes de Santa Càndida en 65 cançons.